# Bernard H.V-220
Dimensions
Le Bernard H.V-220 est un hydravion de course français des années 1930 et la dernière tentative par la Société Bernard de présenter un concurrent dans la Coupe Schneider. Les retards causés par des problèmes de moteur signèrent l'abandon du projet et l'avion ne vola jamais.

## Contexte historique

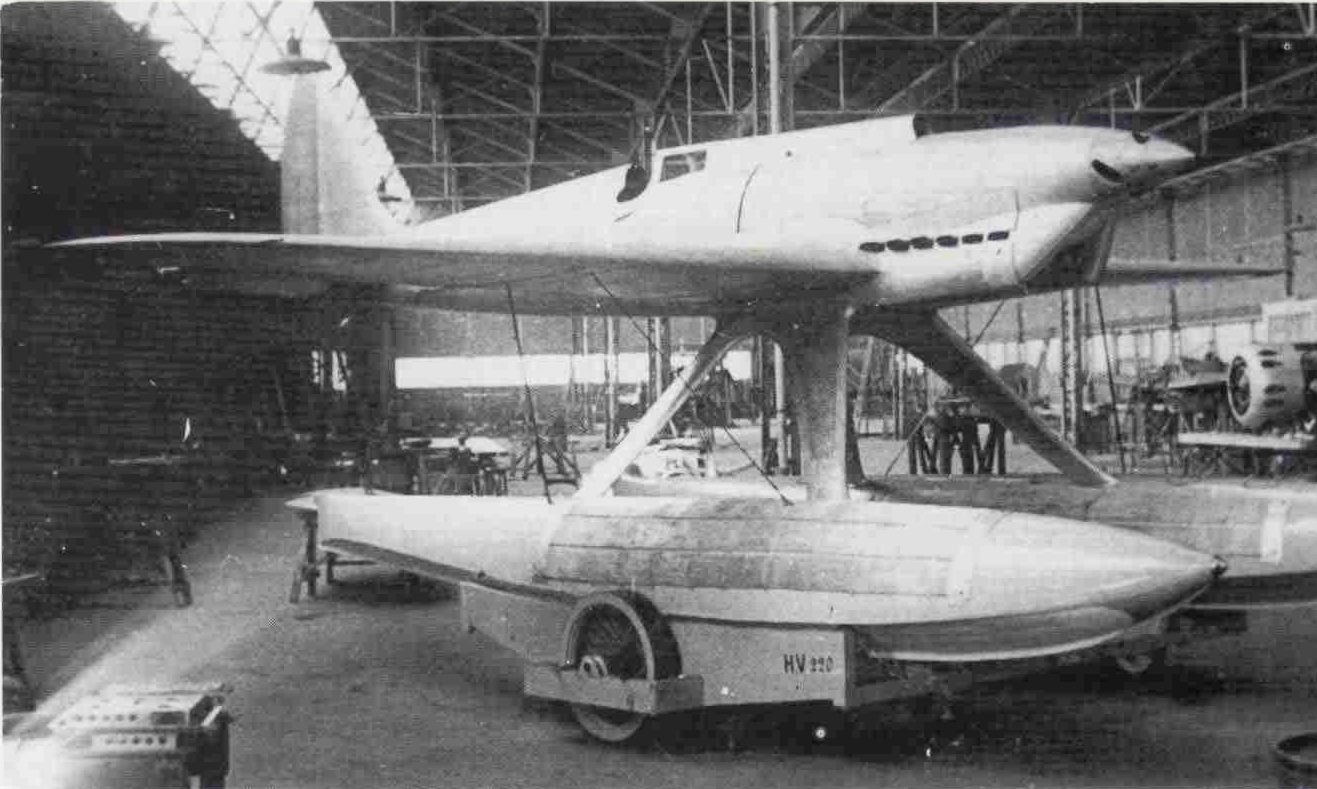
Bernard H.V-220 à l'atelier du constructeur sans son hélice

En 1928, le gouvernement français  prend la décision de financer la participation d'une équipe nationale à la Coupe Schneider 1930 qui devait avoir lieu l'année suivante à Calshot au Royaume-Uni. Le ministère de l'Air fit appel à trois fabricants d'hydravions pour ce projet : 
- la Société des Avions Bernard (La Courneuve),
- Nieuport-Delage (Issy-les-Moulineaux et Argenteuil)
- et Blériot-SPAD (Suresnes),

ainsi qu'à trois motoristes : 
- Renault (Boulogne-Billancourt),
- Hispano-Suiza (Bois-Colombes)
- et Lorraine (Argenteuil).

Une section d'entrainement fut formée spécialement sur la lagune de Berre et le ministère de l'Air décida de commander deux modèles d'hydravions de course à la société des Avions Bernard, et un autre à Nieuport-Delage. Les deux projets Bernard furent désignés Bernard H.V-40 et H.V-41. Le projet Nieuport reçut le nom Nieuport-Delage NiD 450.
Le H.V-40 était équipé d'un moteur radial Gnome-Rhône 9Kfr Mistral, tandis que le H.V-41 recevait un moteur en ligne Hispano-Suiza 12ns Special. Ces moteurs devant fournir  théoriquement une puissance de 1000 ch.
En 1930, le gouvernement demanda à la Société Bernard de développer deux nouveaux avions, désigné H.V-220 et H.V-320. Le premier devait être équipé d'un puissant moteur V12 inversé Lorraine 12Rcr Radium de 2 200 CV, tandis que le second recevrait un Renault 12 Ncr. Au même moment, le ministère passa une autre commande à Nieuport-Delage pour deux autres avions (désignés NiD.651 avec moteur Lorraine et NiD-652 avec moteur Renault) ainsi qu'à Dewoitine pour un autre avion désigné H.D-41 (un avec moteur Lorraine et un avec moteur Renault).
Le gouvernement français comptait sur une brillante participation de l'équipe de France à la Coupe Schneider 1931. L'équipe sur le papier devait compter sur les Bernard H.V-40, H.V-42, H.V-120, Dewoitine H.D-412 et Nieuport-Delage NiD-650. Ces hydravions ayant tous été spécifiquement conçus pour la course. La France devra finalement déclarer forfait en raison des difficultés insurmontables de développement du moteur Radium. L'équipe italienne dut également se retirer, ses avions n'étant pas terminés à temps pour la participation. Français et Italiens demandèrent à l'organisation de déplacer la date de la course pour être en mesure d'y prendre part, mais le Royal British Aero club refusa. En raison des problèmes politiques et économiques, la Grande-Bretagne put organiser l'événement grâce à un don de 100.000 livres fait par Lady Houston. La course eut lieu le samedi 12 septembre 1931 et vit la victoire du Supermarine S.6B piloté par John N. Boothman. Cette ultime victoire (trois victoires successives) permit aux Anglais de conserver définitivement la Coupe Schneider.

## Conception et développement

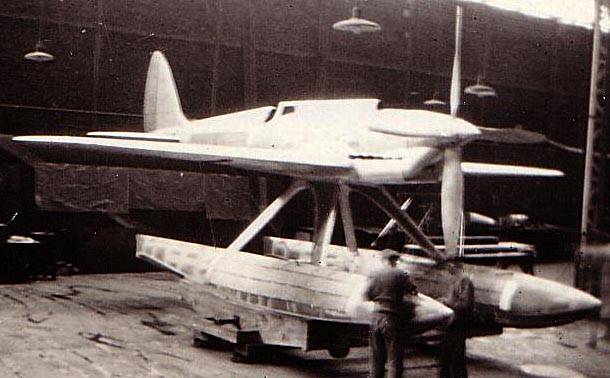
Bernard H.V-220 à l'atelier du constructeur, hélice en place

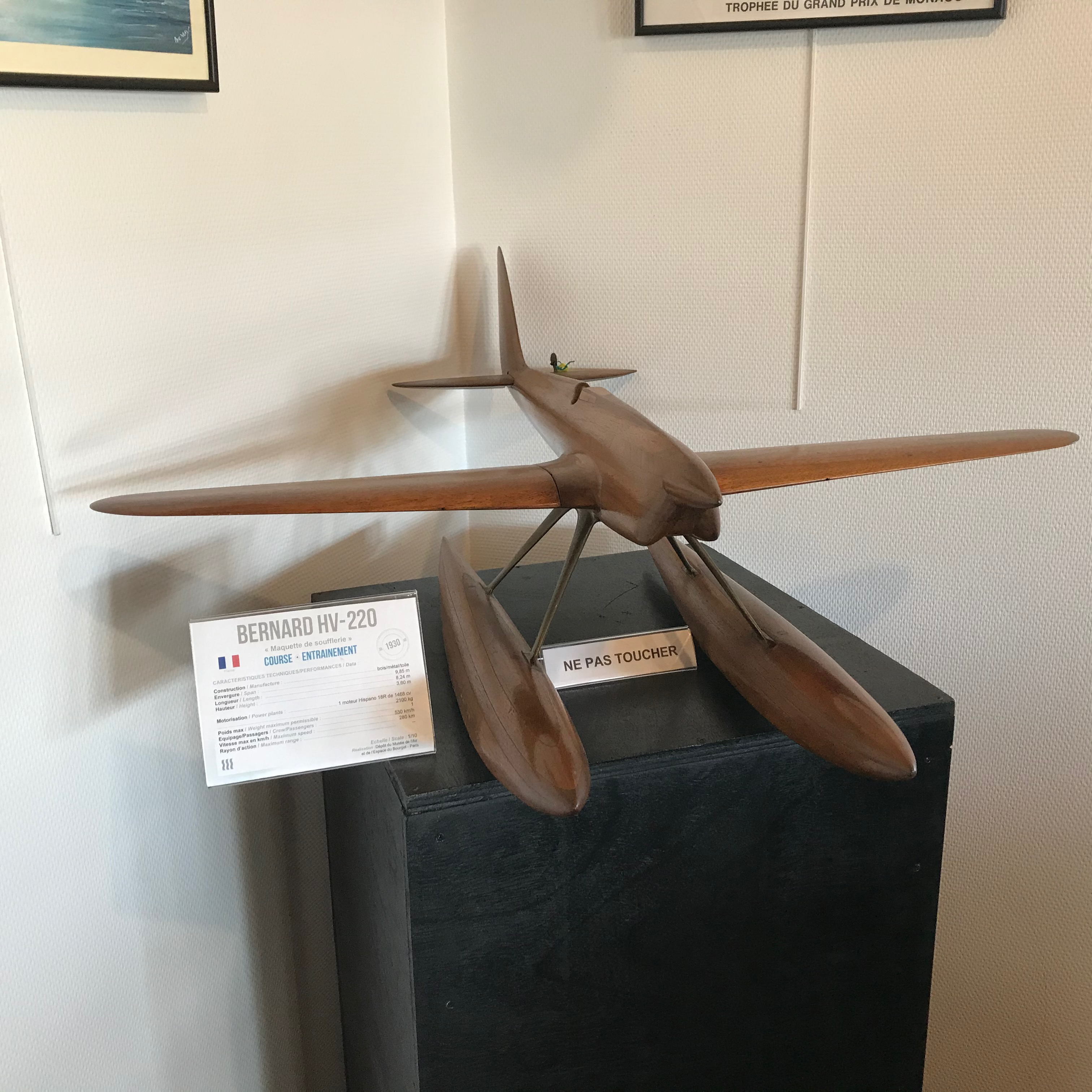
Maquette en bois du Bernard H.V-220 au musée de l'hydraviation de Biscarrosse

Le H.V-220 était un hydravion en métal monoposte, à aile cantilever monoplan avec deux flotteurs, motorisé par un moteur à pistons V12 inversé Lorraine 12Rcr Radium de 2200 ch (1641 kW). Les deux flotteurs en métal étaient joints au fuselage par l'intermédiaire de deux paires de montants carénés en forme de V inversés. Le cockpit était ouvert. L'avion était propulsé par une hélice quadripale Levasseur en métal. Le moteur était équipé d'un compresseur à deux étages Râteau. Les radiateurs étaient placés sur les ailes et sur les montants avant des flotteurs afin d'assurer une plus grande capacité de refroidissement.
L'avion fut terminé, mais des problèmes avec le moteur Radium, pourtant reconnu comme supérieur à tout moteur existant, ne furent jamais réglés. Ce fut la dernière tentative pour la Société Bernard de construire un avion capable de gagner la Coupe Schneider. L'abandon du moteur Lorraine conduisit à la suspension du développement des versions H.V-220 et H.V-320. Il fut envisagé d'utiliser le prototype H.V-120 modifié en vue de sa participation à la compétition. Malheureusement, l'avion s'écrasa lors de son premier vol, le 30 juillet 1931 sur l'étang de Berre, tuant instantanément le pilote Georges Bougault, commandant de la Section Entrainement d'Hydravion à Grande Vitesse. L'avion ne vola plus jamais et mit définitivement fin aux espoirs français d'une victoire dans la Coupe Schneider.

## Versions
- H.V-220 01 : premier prototype, équipé d'un moteur V12 inversé Lorraine 12Rcr Radium et d'une hélice métallique quadripale "Levasseur" de  3,20 m de diamètre.
- H.V-320 : développement ultérieur, équipé d'un moteur V12 Renault 12Ncr à refroidissement liquide de 2 200 ch avec des améliorations aérodynamiques. Jamais abouti.

## Opérateurs
France
- SEHGV Section d’entraînement sur hydravions à grande vitesse